# …jestem przeciw
... jestem przeciw – polski film psychologiczny z 1985 w reżyserii Andrzeja Trzosa-Rastawieckiego.

## Opis fabuły
W szpitalu na intensywnej terapii umiera dziewczyna. Przyczyną zgonu jest przedawkowanie narkotyków. Dyżurny powiadamia o tym kierownictwo ośrodka Monaru, skąd dziewczyna uciekła. Powraca tam Jacek, który wcześniej uciekł z Jolą. Dr Krystyna zajmująca się pacjentami pozwala mu przenocować, choć jest to wbrew regulaminowi. O tym, czy Jacek znów będzie mógł się leczyć, zdecyduje kierownik ośrodka Grzegorz. W ośrodku prowadzona jest dyskusja i próba odnalezienia przyczyn powrotu Jacka do Monaru.
W filmie wykorzystano utwory zespołu Siekiera: „Ja stoję, ja tańczę, ja walczę” i „Jest bezpiecznie”.

## Obsada
- Daniel Olbrychski – Grzegorz
- Rafał Wieczyński – Jacek
- Ewa Dałkowska – doktor Krystyna
- Zbigniew Zapasiewicz – ojciec Jacka
- Anna Gornostaj – Jolka
- Olga Sawicka – Anka
- Jolanta Piętek – Kaśka
- Mieczysław Hryniewicz – producent narkotyków
- Ryszard Dembiński – lekarz
- Dariusz Jakubowski – Romek
- Robert Czechowski – rezydent
- Stefan Szramel – przyjaciel ojca Jacka
- Antoni Ostrouch – chłopak